# Sukasirnarasa
Sukasirnarasa is een bestuurslaag in het regentschap Sumedang van de provincie West-Java, Indonesië. Sukasirnarasa telt 3694 inwoners (volkstelling 2010).